# جيوسيبي ستاتيلا
جيوسيبي ستاتيلا (بالإيطالية: Giuseppe Statella)‏ (15 مارس 1988 بميليتو دي بورتو سالفو في إيطاليا - ) هو لاعب كرة قدم إيطالي في مركز الوسط. شارك مع منتخب إيطاليا تحت 19 سنة لكرة القدم. أما مع النوادي، فقد لعب مع نادي باري ونادي برو فيرتشيلي ونادي بينيفينتو ونادي تورينو ونادي ساليرنيتانا واتحاد بافيا لكرة القدم.

## وصلات خارجية
- جيوسيبي ستاتيلا على موقع قاعدة بيانات كرة القدم.إي يو (الإنجليزية)
- جيوسيبي ستاتيلا على موقع Soccerway.com (الإنجليزية)